# Glomera lancipetala
Glomera lancipetala är en orkidéart som beskrevs av Johannes Jacobus Smith. Glomera lancipetala ingår i släktet Glomera och familjen orkidéer. Inga underarter finns listade i Catalogue of Life.